# Барва пурпурова (роман)
«Барва пурпурова» (англ. The Color Purple) — епістолярний роман американської письменниці Еліс Вокер 1982 року, який отримав Пулітцерівську премію за художню літературу 1983 року та Національну книжкову премію за художню літературу.
Роман неодноразово був мішенню цензорів і фігурує під сімнадцятим номером у списку 100 книг, які найчастіше критикують, Американської бібліотечної асоціації 2000—2010 років через часом відвертий зміст, особливо щодо насильства. 2003 року книжку внесли до опитування BBC The Big Read щодо «найулюбленіших романів» Великої Британії.
Роман був адаптований у різні інші жанри, зокрема художні фільми 1985 та 2023 років, мюзикл 2005 року та радіосеріал 2008 року у програмі «Woman's Hour» на BBC Radio 4.

## Сюжет
Сілі, бідна афроамериканська дівчина, живе в сільській місцевості Джорджії на початку 1900-х років. Вона пише листи до Бога, бо її батько Альфонсо б'є та ґвалтує її. Через зґвалтування вона народжує двох дітей, Олівію та Адама, яких Альфонсо забирає. Фермер, якого називають «Містер» (Mr. __) просить одружитися з її молодшою сестрою Нетті, але Альфонсо пропонує йому замість цього Сілі. Містер знущається з Сілі та його діти від попереднього шлюбу жорстоко поводяться з нею. Нетті тікає та залишається з Сілі, але Містер врешті-решт змушує її піти після того, як вона відмовляється від його небажаних сексуальних домагань. Нетті обіцяє писати, але Сілі так і не отримує жодних листів, і вирішує, що сестра мертва.
Син Містера, Гарпо, одружується з наполегливою дівчиною Софією. Сілі вражена самооцінкою Софії, але Містер дорікає Гарпо за те, що він вважає слабкістю у його ставленні до Софії. У момент заздрощів Сілі каже Гарпо побити Софію. Софія чинить опір і протистоїть Сілі, яка просить вибачення та зізнається їй у знущаннях Містера.
Шуґ Ейвері, джазова та блюзова співачка і давня коханка Містера, переїжджає до нього. Сілі піклується про хвору Шуґ. Хоча Шуґ спочатку груба із Сілі, згодом вони стають подругами, і Сілі закохується у Шуґ. Розчарована владною поведінкою Гарпо, Софія переїжджає, забравши з собою дітей. Кілька місяців по тому Гарпо відкриває музичний бар, де щовечора виступає Шуґ, яка повністю одужала. Шуґ починає роман з Містером, якось вона дізнається, що Містер б'є Сілі, і присягається залишатися у будинку доти, доки не переконається, що він припинив побої. Шуґ і Сілі зближуються, і Сілі каже Шуґ, що вона ніколи не відчувала оргазму. Шуґ переконує Сілі подивитися на свою вульву в дзеркалі та розповідає їй про свій клітор.
Софія повертається з візитом і б'ється з новою дівчиною Гарпо, Мишкою (Мері Аґнес). Вона свариться з дружиною мера, міс Міллі, і після того, як мер дає їй ляпаса, вона б'є його у відповідь. Її б'є поліція і засуджує до 12 років ув'язнення. Мишка обманом змушує наглядача, її білого дядька, звільнити Софію з в'язниці та зробити так, щоб вона працювала покоївкою міс Міллі. План спрацьовує, але наглядач ґвалтує Мишку. Софію звільняють з в'язниці та змушують працювати на міс Міллі, хоч вона ненавидить цю роботу. Мишка піклується про дітей Софії, і ці дві жінки стають подругами.
Шуґ повертається до міста, нещодавно вийшовши заміж за чоловіка на ім'я Ґрейді. Сілі зізнається Шуґ, що батько зґвалтував її. Поки обох їхніх чоловіків немає вдома, Сілі та Шуґ вперше кохаються. Разом вони дізнаються, що Містер роками приховував листи від Нетті. У листах Нетті каже, що вона потоваришувала з місіонерською парою, Семюелем та Коррін, і поїхала з ними до Африки. Семюел та Коррін мимоволі усиновили Адама та Олівію. З розповіді Семюеля про усиновлення Нетті дізнається, що Альфонсо — їхній з Сілі вітчим. Їхнього біологічного батька лінчували, а їхня мати пережила психічний зрив, яким скористався Альфонсо. Нетті зізнається Семюелю та Коррін, що вона біологічна тітка дітей. Коррін, тяжко хвора, відмовляється вірити Нетті, доки Нетті не нагадує їй, що вона раніше зустрічала Сілі. Пізніше Коррін помирає, прийнявши історію Нетті.
Сілі відвідує Альфонсо, який підтверджує історію Нетті. Сілі зізнається Шуґ, що втрачає віру в Бога; Шуґ пояснює Сілі свою власну унікальну релігійну філософію. Сілі, Шуґ та Мишка вирішують покинути місто; Сілі проклинає Містера, перш ніж покинути його. Вони оселяються в Мемфісі, штат Теннессі; Сілі відкриває бізнес з пошиття штанів.
Альфонсо помирає. Сілі успадковує землю, яка по праву мала б перейти до неї та Нетті, оскільки вона належала її біологічним батькам. Вона повертається до будинку, де провела дитинство. Сілі розчавлена, коли Шуґ закохується в Жермена, учасника її гурту. Шуґ подорожує з Жерменом, пишучи листівки Сілі. Сілі обіцяє любити Шуґ, навіть якщо та не кохає її навзаєм. Сілі дізнається, що справи Містера значно погіршали, і починає називати його на ім'я, Альбертом. Містер пропонує одружитися «як у дусі, так і в плоті», але Сілі відмовляється.
Нетті та Семюел одружуються та готуються повернутися до Америки. Перед від'їздом Адам одружується з Таші, африканською дівчиною. Дотримуючись традиції, Таші проходить через ритуали жіночого обрізання та шрамування обличчя. На знак солідарності Адам проходить такий самий ритуал шрамування обличчя.
Коли Сілі усвідомлює, що вона задоволена без Шуґ, та повертається, розірвавши стосунки з Жерменом. Нетті, Семюел, Олівія, Адам і Таші прибувають до будинку Сілі. Нетті та Сілі возз'єднуються після 30 років, вони знайомлять одна одну зі своїми сім'ями.

## Критичне прийняття
Роман «Барва пурпурова» отримав Пулітцерівську премію за художню літературу 1983 року, що зробило Вокер першою темношкірою жінкою, яка здобула цю нагороду за художню літературу; 1950 року Ґвендолін Брукс здобула Пулітцерівську премію за поезію. Вокер також здобула Національну книжкову премію за художню літературу 1983 року. Мел Воткінс з New York Times Book Review написала, що це «разючий і бездоганно добре написаний роман», високо оцінивши його потужний емоційний вплив та епістолярну структуру. Його також назвали одним зі 100 найкращих американських романів за версією PBS.
Книжка отримала пильнішу увагу на тлі суперечок навколо виходу екранізації 1985 року. Суперечки зосереджувалися навколо зображення темношкірих чоловіків, яке деякі критики вважали таким, що підживлює стереотипні наративи про насильство з боку темношкірих чоловіків, тоді як інші вважали це зображення переконливим і зрозумілим.
5 листопада 2019 року BBC News внесла роман «Барва пурпурова» до свого списку 100 романів, що надихають.

### Цензура у Сполучених Штатах
Хоча роман отримав схвальні відгуки критиків, він також став предметом суперечок. Американська бібліотечна асоціація занесла його до списку ста заборонених та оскаржуваних книжок у Сполучених Штатах з 1990 по 1999 рік (17), з 2000 по 2009 рік (17), та з 2010 по 2019 рік (50), а також до списку десяти найкращих книжок за 2007 рік (6) та 2009 роки (9). Серед поширених виправдань заборони книжки є сексуальна відвертість, ненормативна лексика, насильство та гомосексуальність.

## Адаптації
1985 року за романом зняли фільм з однойменною назвою. Режисером фільму виступив Стівен Спілберг, а головні ролі зіграли Вупі Голдберг у ролі Сілі, Денні Гловер у ролі Альберта та Опра Вінфрі в ролі Софії. Хоча фільм був номінований на одинадцять премій «Оскар», він не здобув жодної нагороди. Таке видиме ігнорування викликало суперечки, оскільки багато критиків, зокрема Роджер Еберт, вважали його найкращим фільмом року.
1 грудня 2005 року в театрі «Бродвей» у Нью-Йорку відбулася прем'єра музичної адаптації роману та фільму зі словами та музикою Стівена Брея, Бренди Рассел та Еллі Вілліс, а також книжкою Марші Норман. Виставу продюсували Скотт Сандерс, Квінсі Джонс, Гарві Вайнштейн та Опра Вінфрі, яка також була інвесторкою.
2008 року BBC Radio 4 транслювало радіоадаптацію роману у десяти 15-хвилинних епізодах як серіал радіожурналу «Жіноча година» з Надін Маршалл у ролі Сілі, Ніккі Амукою-Берд, Ніною Сосанья та Імоном Вокером. Сценарій написала Патрісія Кампер, а 2009 року постановка здобула срібну нагороду Sony Radio Academy Awards за драматичний серіал.
2018 року компанія Warner Bros. оголосила, що випустить нову екранізацію роман «Барва пурпурова», основану на мюзиклі. Стівен Спілберґ і Квінсі Джонс повернулися, аби стати продюсерами цієї версії, разом із продюсерами сценічного мюзиклу Скоттом Сандерсом та Опрою Вінфр. Фільм вийшов у прокат 25 грудня 2023 року.

## Бойкот Ізраїлю
В рамках руху «Бойкот, позбавлення від інвестицій та санкції» (BDS) 2012 року авторка відмовилася від публікації книжки в Ізраїлі. Це рішення розкритикував професор права Гарвардського університету Алан Дершовіц, який стверджував, що Вокер «вдалася до нетерпимості та цензури проти читачів її творів, які розмовляють івритом». У листі до видавництва «Yediot Books» Вокер заявила, що не дозволить опублікувати свою книжку в Ізраїлі, поки в країні зберігається система апартеїду.

## Переклад українською
2024 року у «Видавництві Старого Лева» вийшов український переклад роману. Перекладачка — Анастасія Божук.